# Route nationale 784
Die Route nationale 784, kurz N 784 oder RN 784, war eine französische Nationalstraße, die von 1933 bis 1973 zwischen einer Kreuzung mit der Route nationale 165 westlich von Quimper und Pointe du Raz verlief. Bis zur Ortschaft Audierne stellte sie eine Alternative zur N 165 dar. Ihre Gesamtlänge betrug 47 Kilometer. Vor 1933 war die Straße der Chemin de Grande Communication (Gc) 1 des Départements Finistère.